# Sylvinna Kurniawan
Sylvinna Kurniawan (* 5. Mai 1988 in Surabaya) ist eine indonesische Badmintonspielerin, die später für Australien startete. 

## Karriere
Sylvinna Kurniawan gewann 2006 die Indonesische Junioren-Badmintonmeisterschaft. Im gleichen Jahr wurde sie Dritte bei den Malaysia International 2006, wo sie diese Platzierung auch schon 2004 erringen konnte. 2006 und 2007 belegte sie ebenfalls Rang drei bei den Surabaya International.